# Hans von Pranckh

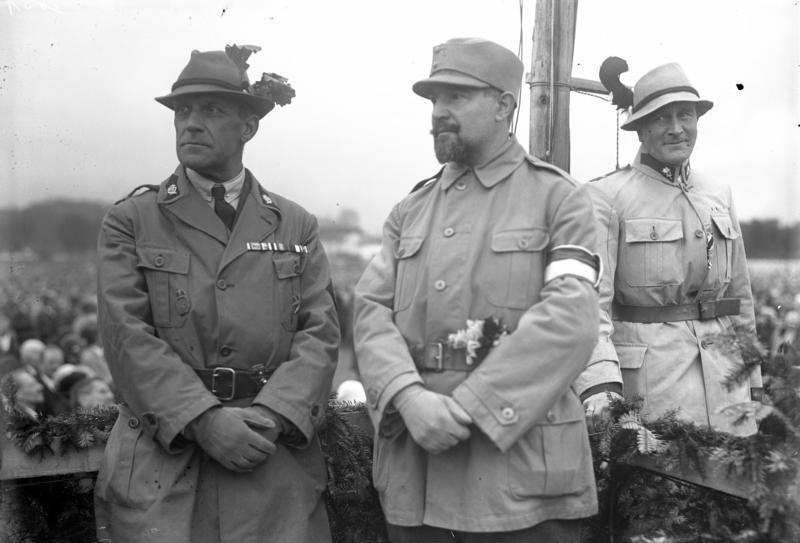
Der steirische Kreisführer Hans von Pranckh (rechts hinten), der Bundesführer der österreichischen Heimwehr Richard Steidle (Mitte), der stellvertretende steirische Führer Reinhart Bachofen von Echt (links), Foto auf der Heimwehr-Tribüne bei der Heimwehrversammlung auf der Neuklosterwiese beim Aufmarsch der Heimwehr und des Schutzbundes in Wiener Neustadt am 7. Oktober 1928

Freiherr Johann Ludwig Gottlieb von Pranckh, auch Johann Ludwig Gottlieb von Prankh, (* 23. April 1888 in Reichenhall; † 24. Jänner 1945 bei Kajžar (Kaisersberg), Untersteiermark) war ein deutscher Offizier sowie Schlossbesitzer und Heimwehrführer in Österreich.

## Leben
Hans entstammte dem alten steirischen Adelsgeschlecht derer von Pranckh. Er war der Sohn des Kämmerers und Bezirksamtmanns Sigmund Freiherr von Pranckh (1856–1952) und dessen Ehefrau Klara, geborene Freiin von Malsen (1866–1955). 1922 heiratete er Franziska Gräfin von und zu Eltz gen. Faust von Stromberg auf Schloss Tillysburg, mit welcher er 5 Kinder hatte. Sein älterer Bruder Sigmund (1887–1914) schlug wie er die Militärlaufbahn ein und wurde ebenfalls mit dem Militär-Max-Joseph-Orden ausgezeichnet.
Nach dem Abitur am Wilhelmsgymnasium München trat Pranckh am 5. Juli 1906 als Fähnrich in das Infanterie-Leib-Regiment der Bayerischen Armee in München ein. Dort erfolgte am 9. April 1908 seine Beförderung zum Leutnant. 1911 ließ er sich in das Reichskolonialamt versetzen und wurde zur Ausbildung im Grenzvermessungsdienst zur Sternwarte Göttingen kommandiert. Nach Ausbildungsende beteiligte er sich dann 1912/13 an der Kamerun-Südgrenz-Expedition und Vermessungsarbeiten an der Küste von Kamerun und Togo.
Als Angehöriger seines Stammregiments nahm Pranckh am Ersten Weltkrieg teil und wurde für seine Tapferkeit mehrfach ausgezeichnet, darunter am 18. September 1918 mit dem Ritterkreuz des Militär-Max-Joseph-Ordens. Ehe er als Major a. D. 1921 in die Steiermark übersiedelte, um den Familienbesitz Schloss Pux im Bezirk Murau zu verwalten, hatte er noch von 1919 bis 1920 dem Freikorps Epp angehört.
In seiner neuen Heimat trat er schon bald als Organisator der steirischen Heimwehr hervor, zunächst noch im Auftrag bzw. in Fühlungnahme mit der bayerischen Einwohnerwehr. In den folgenden Jahren avancierte Pranckh zu einem der maßgeblichen militärischen Organisatoren der Heimwehr. 1927 war er Kreisführer geworden, bald darauf auch Landessturmführer, und seit 1929 gehörte er als Bundessturmführer der engeren Führungsriege der österreichischen Heimwehrbewegung an. 1931 wurde er Inspizierender der Jägerbataillone, der mobilen Formationen des Steirischen Heimatschutzes, der das größte und wichtigste Segment der österreichischen Heimwehrbewegung darstellte. Im selben Jahr war er auch in den Pfrimer-Putsch involviert und bezog mit sechs Bataillonen auf dem Gaberl Stellung, wo er auf den Befehl zum Vorrücken in die steirische Landeshauptstadt Graz wartete. Im Rahmen der Vorbereitung des Putschs hatte er sich vergeblich bemüht, das Bundesheer zu einer Mitwirkung am Putsch zu bewegen.
Als es im Steirischen Heimatschutz zu einem Richtungsstreit darüber kam, ob dieser in Zukunft weiter die österreichische Bundesregierung unterstützen oder aber mit der NSDAP zusammengehen sollte, trat Pranckh aus dem Heimatschutz aus und schloss sich dem „regierungstreuen“ Flügel der Heimwehrbewegung um Starhemberg an. 1933 war Pranckh abermals Kreiswehrführer und damit militärischer Chef der Heimwehr des Bezirks Murau. Danach trat er allerdings in der Öffentlichkeit nicht mehr hervor. 
Während des Zweiten Weltkriegs wurde Pranckh auf sein Betreiben hin reaktiviert und im Stab der 3. Gebirgs-Division verwendet. Mit dieser nahm er im Rahmen der Besetzung Norwegens am Unternehmen Weserübung teil und hatte maßgeblichen Anteil an der Eroberung von Trondheim. 1944 schied er aus dem aktiven Dienst und kehrte auf seinen Familienbesitz zurück. Mit der Aufstellung des Volkssturms gegen Kriegsende erlebte Pranckh jedoch als Kommandeur eines Volkssturmbataillons ein militärisches Comeback. In dieser Funktion fiel er am 24. Jänner 1945 bei Kajžar (Kaisersberg) in der damaligen Untersteiermark.

## Werke
- Der Prozeß gegen den Grafen Anton Arco-Valley, der den bayr. Ministerpräsidenten Kurt Eisner erschossen hat. J. F. Lehmann, München 1920.